# Телига, Леонид
Леонид Телига — моряк, писатель, журналист, переводчик. Первый поляк, совершивший в одиночку кругосветное плавание (на йоле «Опти» — сокращённо от «оптимист»). Награждён командорским крестом Возрождения Польши.

## Биография
Родился в городе Вязьма Российской империи, однако его родители вскоре перебрались в Польшу, в Гродзиск-Мазовецкий. C детства мечтал стать моряком, обучался в лагере Академического морского союза в Ястарне.
Поступил в пехотное училище, стал пехотным офицером, участвовал в сражении под Тамашуво-Мазовецким. Был контужен. В СССР служил шкипером на рыболовном боте. В 1941 году, будучи капитаном парохода «Воля», участвовал в эвакуации Ростова. В 1942 году вступил в армию Андерса. Через Ближний Восток, Индию, вокруг Африки прибыл в Англию, откуда был направлен в Канаду на курсы авиаштурманов. Вернувшись в Англию, летал на «ланкастерах», бомбил Берлин, Киль, Гельголанд.
После войны изучал филологию в Кембридже, финансы — в Лондонской экономической школе. В 1947 году вернулся в Польшу, стал журналистом, занялся переводами (в частности, в его переводах с русского выходили произведения А. и Б. Стругацких). Представлял Польшу в международных комиссиях в Корее и Лаосе, работал корреспондентом-международником в Италии. Был знаком с поэтами Евгением Евтушенко и Робертом Рождественским. Книга «На траулере в Африку» получила премию имени генерала М. Заруского.
Парусный спорт оставался его главным увлечением — Телига плавал на швертботах по Мазурским озёрам, по Балтике.
Незадолго до смерти работал над книгой воспоминаний.
Телига скончался от рака 21 мая 1970 года, за неделю до своего 53-летия.

### Кругосветное плавание

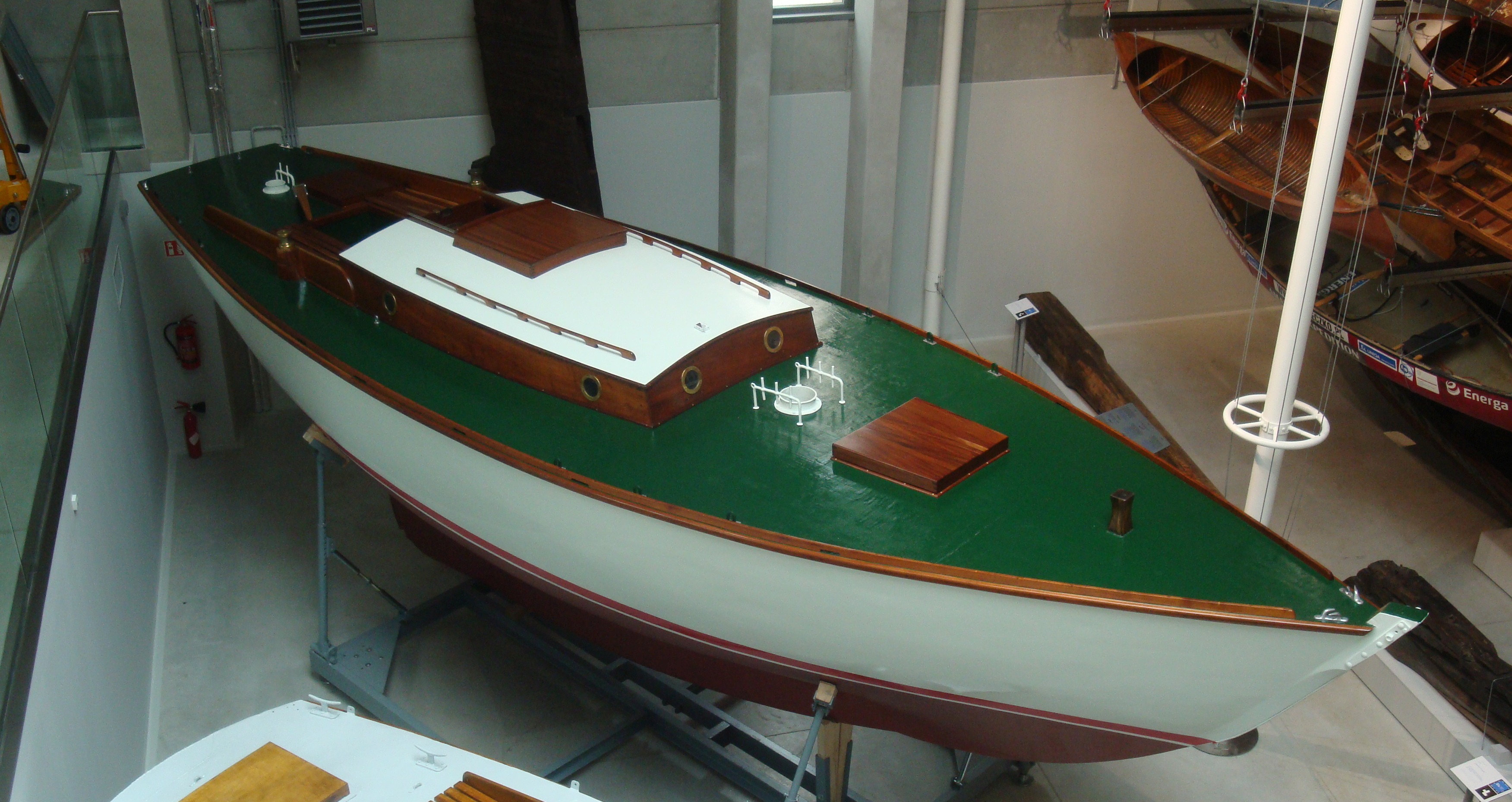
«Опти» в филиале Национального морского музея в г. Тчев.

Яхту «Опти» строили в Гдыне, в яхт-клубе «Гриф». Судно было готово к плаванию к декабрю 1966 года. Стартовать было решено из Касабланки, туда яхту доставили на теплоходе «Слупск». Маршрут: Касабланка — Лас-Пальмас — Барбадос — Санта-Люсия — Мартиника — Гренада — Панама — Бальбоа — Табога — Галапагосские острова — Сан-Кристобаль — Фату-Хуку — Нуку-Хива — Таити — Бора-Бора — Вити-Леву — Торресов пролив — Дакар — Касабланка.

## Память
- Именем Леонида Телиги были названы верфь и теплоход, а также улицы и школы Польши. Была учреждена регата, победитель которой получает Вымпел Леонида Телиги[1].
- Союз польских писателей постановил каждый год 29 апреля, в день окончания кругосветного рейса, присуждать премию его имени за лучшее произведение о парусном спорте[1].
- Певица и композитор Анна Герман, исполнявшая песни на стихи Телиги[1] (в частности, «Парус»), рассказывает о нём в своей автобиографии «Анна Герман. Жизнь, рассказанная ей самой», написанной незадолго до собственной смерти.